# Caragana
Caragana este un gen de plante din familia  Fabaceae.

## Specii
Cuprinde circa 55 specii.